# Skunk (liquide)
Pour les articles homonymes, voir Skunk.

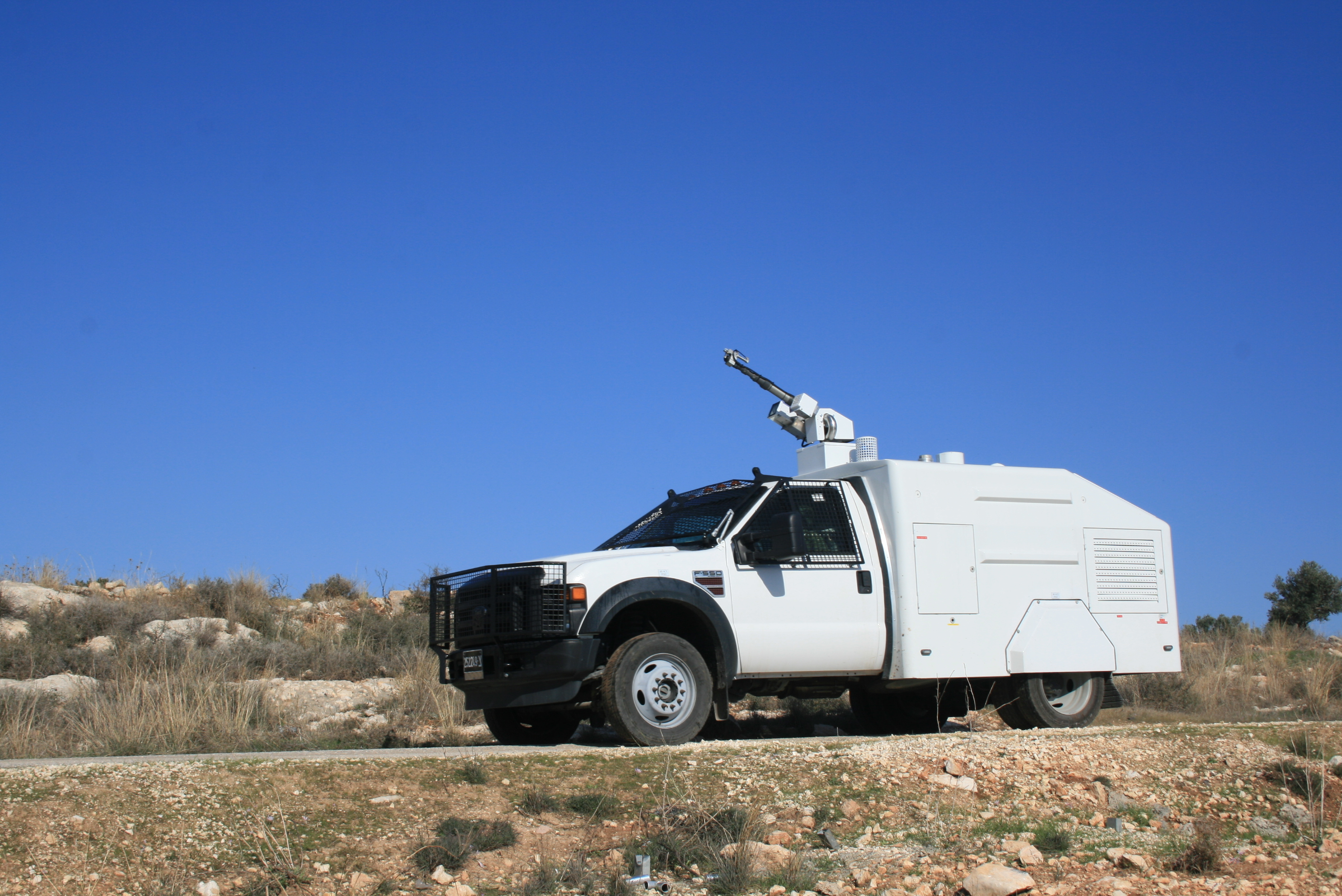
Véhicule contenant de la skunk à Bil'in (Cisjordanie), décembre 2011.

La skunk (de l'anglais skunk, moufette, en référence à ses excrétions nauséabondes) est un liquide chimique nauséabond développé par une entreprise privée et utilisé principalement par les forces de sécurité israéliennes depuis 2008, notamment dans les manifestations palestiniennes.

## Emploi
Développée par Odortec LTD, une société privée israélienne, la skunk a été utilisée pour la première fois par l'armée israélienne en 2008. Elle  peut constituer une sorte d'alternative au gaz lacrymogène pour contrôler des manifestants équipés pour se protéger contre ces mêmes gaz. Elle est projetée sur une foule au moyen de camions-citernes équipés de lances à eau, similaires à ceux qui déversent de l'eau lors de rassemblements protestataires, afin de disperser les manifestants, ou après les manifestations. 

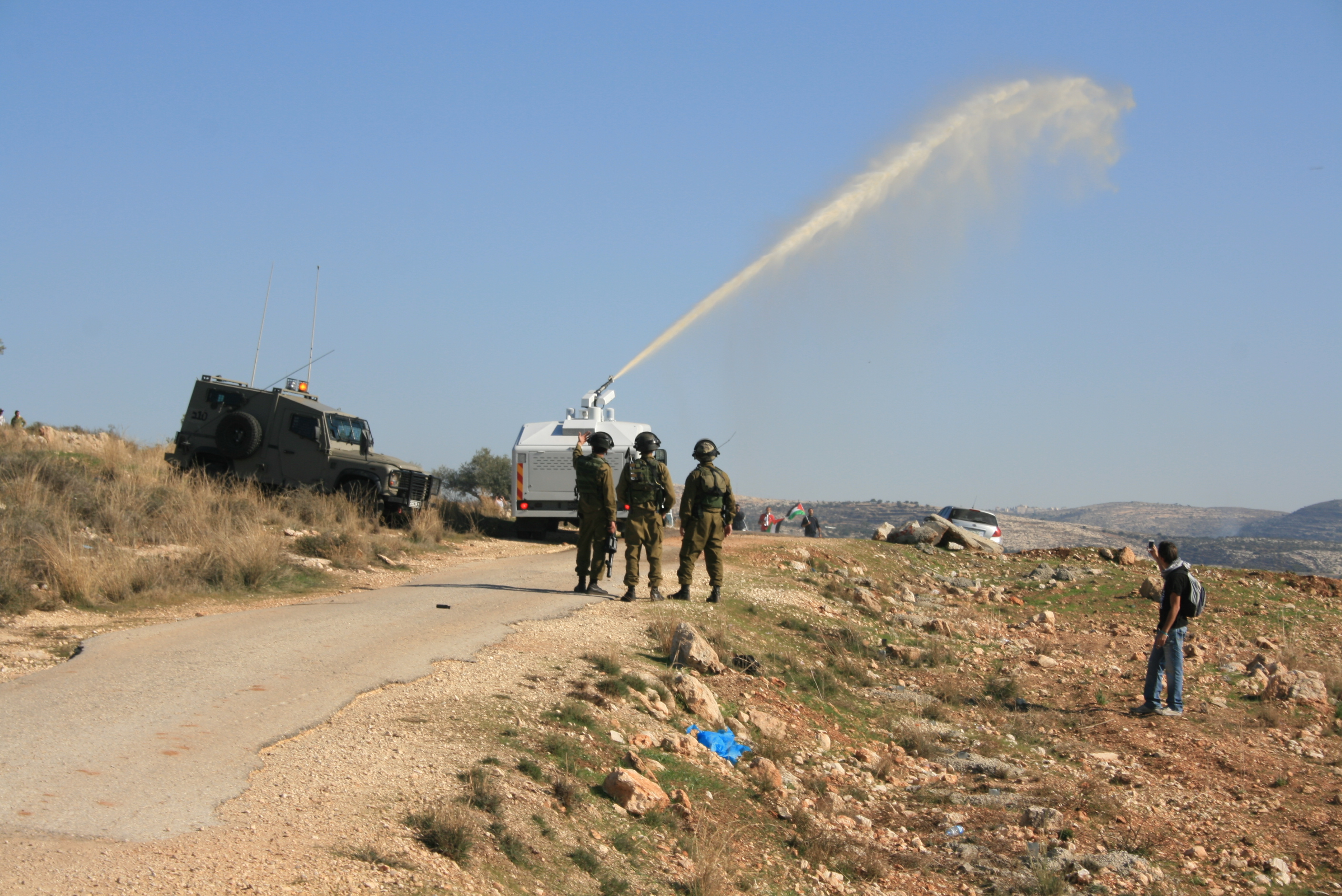
Bil'in, déc. 2011: le même véhicule en action.

En 2023, son utilisation continue : Al-Jazeera rapporte que le liquide a été utilisé à la fin du mois de décembre. La police en a même fait usage le 24 juillet 2023 contre des manifestants opposés à la réforme judiciaire portée par le gouvernement de Benyamin Netanyahou (un emploi cependant rare contre des citoyens israéliens). En outre, les autorités israéliennes sont suspectées d'utiliser « massivement » ce produit contre les Palestiniens habitant à Jérusalem-Est pour les pousser à s'en aller.  

### Punition collective?
En février 2012, le produit est pulvérisé sur un cortège funèbre à Hébron (appelé aussi Al-Khalil ou Hevron). En mars 2013, à la suite d'une manifestation contre la barrière de séparation israélienne clôturant la Cisjordanie, dans le village de Nabi Saleh, l'armée a aspergé les maisons du village. Face à de tels actes, de nombreuses plaintes en justice sont déposées, fondées sur le fait que l'emploi du skunk ne se limite pas à la maîtrise des foules, mais qu'il serait utilisé « comme moyen de punition ». Par exemple, en 2018, quatre juifs ultra-orthodoxes de Jérusalem intentent une action devant la Haute-Cour de Justice contre l'emploi par la police de l'« eau sale » pour disperser les manifestants palestiniens, arguant que l'aspersion de ce produit est « une forme de punition collective ». 

## Caractéristiques
La caractéristique principale du produit est son odeur pestilentielle, qu'un correspondant de la BBC en Israël décrivait ainsi en 2008: « un mélange suffocant de viande en décomposition, de vieilles chaussettes qui n'ont pas été lavées depuis des semaines, le tout couronné par l'odeur âcre d'un égout à ciel ouvert. ». Son action olfactive persiste plusieurs jours, voire plusieurs semaines — et durant ce temps on ne peut s'en débarrasser — et s'incruste dans tout ce qui a été aspergé: personnes, objets, bâtiments, etc..   

### Dangers pour la santé

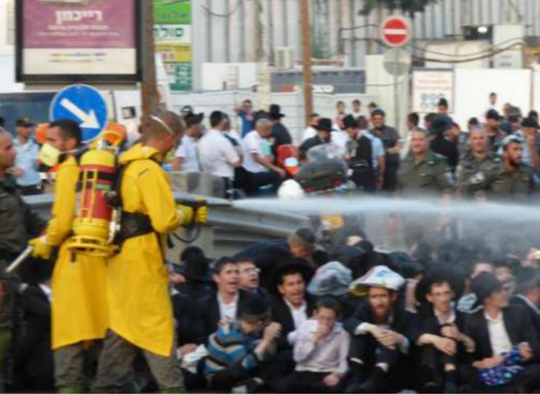
Des manifestants israéliens aspergés de skunk le 19 août 2018.

Selon les autorités israéliennes, il s'agit d'un mélange organique de levure et de levure chimique, à quoi s'ajoutent d'autres ingrédients gardés secrets. En 2008, le directeur des  développements technologiques de la police israélienne, David Ben Harosh, affirmait que, vu ses composants, elle pouvait être ingérée sans risque. Lors de l'emploi du 24 juillet 2023 contre des manifestants israéliens (v ci-dessus), la société qui produit la skunk a affirmé même qu'il est biodégradable. Toutefois, selon le Point, « [l]a chaîne d'informations Al-Jazeera a affirmé, de son côté, qu'il s'agissait plutôt d'un concentré de produits chimiques qui pourrait causer de fortes nausées, des difficultés respiratoires, de violentes toux et des vomissements. Des Palestiniens, soumis à cette méthode, évoquent une perte de cheveux soudaine. » En outre, si les autorités affirment qu'il s'agit là d'un moyen non létal; mais il arrive que le produit soit projeté à haute pression, ce qui peut entraîner des blessures.
En 2013 déjà, interrogée sur Russia Today, l'avocate Sarit Michaeli, membre de B'Tselem affirmait que le produit peut provoquer chez l'homme des rougeurs cutanées, des brûlures aux yeux, ou encore des problèmes d'estomac en cas d'ingestion.